# M̆
La M con breve (Mayúscula: M̆ minúscula: m̆) es una letra del alfabeto latino utilizada en algunas romanizaciones del alfabeto cingalés.  Está compuesto por la letra M con el diacrítico breve.

## Uso
La M con breve se utiliza especialmente en la gramática del idioma cingalés de Geiger para la transliteración de ඹ (m̆ba).

## Codificación
La M con breve se puede representar con los siguientes caracteres en Unicode:
| forma     | representación | Puntos de código | descripción                        |
| --------- | -------------- | ---------------- | ---------------------------------- |
| Mayúscula | M̆              | U+004D U+0306    | Letra mayúscula latina M con breve |
| minúscula | m̆              | U+006D U+0306    | Letra minúscula latina M con breve |